# Castianeira dugesii
Castianeira dugesii is een spinnensoort uit de familie van de loopspinnen (Corinnidae).
De wetenschappelijke naam van de soort werd in 1879 als Micariaulax dugesii gepubliceerd door Lawrence Becker.